# Макулькин, Руслан Фёдорович
Руслан Фёдорович Макулькин ( 31 декабря 1931, Полоцк Витебской области — 2016, Одесса ) — советский нейрофизилог. Доктор медицинских наук (1983), профессор (1984). Заслуженный деятель науки и техники Украинской ССР (1989). Академик Академии наук технологической кибернетики Украины.

## Биография
Окончил Одесский медицинский институт (1955), где впоследствии и работал: в 1969–99 – зав. кафедрой патологической физиологии. С 1999 – на пенсии. Научные исследования: моделирование нейропатологических синдромов (эпилепсия, паркинсонизм) и разработка методов патогенетической экспериментальной терапии; роль аферентных систем и подкорных образований головного мозга в механизмах сна и бессонницы; функционирования мозга после гемисферэктомии.

## Научные труды
- «Влияние пептида дельта-сон на судорожную активность при коразоловом киндлинге» // Бюл. эксперим. биологии и медицины. 1988. № 9 (в соавторстве); * «Влияние электрической стимуляции хвостатого ядра на комплексы очагов эпилептической активности в коре головного мозга» // ФЖ. 1989. № 6 (в соавторстве);
- «Биогенные стимуляторы и иммунореактивность»: В 2 т. О., 1997 (в соавторстве);
- «Механізми реалізації протиепілептичних впливів хвостатого ядра на неокортекс» // Одес. мед. журн. 1997. № 1 (в соавторстве);
- «Механізми антиепілептичних впливів хвостатого ядра на кору мозку» // Арх. клин. и эксперим. медицины. 2001. № 2.